# 国際連合ハイチ文民警察ミッション
国際連合ハイチ文民警察ミッション（こくさいれんごうハイチぶんみんけいさつミッション United Nations Civilian Police Mission in Haiti,MIPONUH）はハイチに展開した国際連合平和維持活動。1997年11月28日の国際連合安全保障理事会決議1141号によって設立されたものである。
これまでの国際連合ハイチ支援団(UNSMIH)および国際連合ハイチ暫定ミッション(UNTMIH)の流れを引き継ぐものであり、UNTMIHより1997年12月に移行したものである。主任務は、ハイチの民政復帰を支援するために、ハイチ警察へ助言を行ない、ハイチ警察の技量向上および維持にあたることである。規模は300名の文民警察官および事務スタッフからなる。UNTMIHと異なり、軍事要員は含まれていない。ただし、MIPONUH自身に対する警護要員も含まれている。
2000年3月に入り、MIPONUHは任務を終了。米州機構が展開していた国際ハイチ文民ミッション(MICIVIH)と合わせて、国際ハイチ文民支援ミッション(MICAH)へと改編・移行した。MICAHも引き続きハイチ警察への助言提供を主任務の一つとしている。